# 송진현
송진현(宋鎭賢, 1952년 1월 1일 ~ 2025년 3월 6일)은 서울동부지방법원장과 서울행정법원장을 역임하고 제10대 경찰위원회 위원장을 맡고 있는 법조인이다.

## 생애
1952년 대구광역시에서 태어나 경북고등학교와 서울대학교 법학과를 졸업하고 1976년 제18회 사법시험 합격해 제8기 사법연수원을 수료, 공군 법무관을 전역했다.
1981년 서울민사지방법원 판사에 임용되어 1983년 서울형사지방법원, 1985년 춘천지방법원 속초지원 지원장, 1987년 서울가정법원, 1988년 서울고등법원에서 판사를 하다가 1991년 대법원 재판연구관을 거쳐 1992년 대구지방법원 1994년 서울지방법원 의정부지원, 1996년 서울지방법원 서부지원, 1997년 서울지방법원, 2000년 2월 대전고등법원, 2001년 2월 서울고등법원에서 부장판사를 하였다. 2005년 11월에 서울중앙지방법원 민사수석 부장판사가 되었으며 2006년 6월에 법원장으로 승진하여 서울동부지방법원, 2008년 2월 서울행정법원에서 법원장을 하다가 2009년 2월에 사직하고 법무법인 로고스에서 변호사를 하였다. 보건의료직능발전위원회 위원장 등을 하면서 변호사를 하고 있을 무렵인 2015년 8월 박근혜 정부에서 제10대 경찰위원회 위원장으로 선출되었다. 중앙행정심판위원회 자문위원을 겸직하였다.

## 주요 판결
- 서울형사지방법원 형사항소6부 재판장으로 재직하던 1997년 10월 24일에 인천역에서 다른 승객이 놓고 간 35000원 상당의 공구함을 들고가다 붙잡힌 피고인에 대해 "지하철이 종착역에 도착한 순간부터 점유권이 지하철공사에 있으므로 피고인의 행위는 절도죄에 해당한다"며 징역10월을 선고했다.[2] 1998년 1월 10일에 일반음식점 영업 허가없이 통조림, 캔류 등 안주류를 파는 24시간 편의방을 운영해 1심에서 무죄가 선고된 피고인에 대해 식품위생법 위반으로 벌금 100만원을 선고했다.[3] 1999년 1월 10일에 폭행 혐의로 조사를 받다가 경찰관의 신분증 제시 요구에 다른 사람의 운전면허증을 보여줘 공문서 부정행사죄로 기소되어 1심에서 징역8월 집행유예2년을 선고받은 정모씨에 대한 항소심에서 "관련 법령에 따라 운전면허증을신분증으로 규정한 조항이 없다"며 일부 무죄를 선고했다.[4] 4월 24일에 서울대 캠퍼스에서 집단 농성을 주도한 한국통신 서울본부 위원장에 대해 "서울대 총장이 한국통신 노조의 총파업에 대해 학내 출입을 금지했음에도 무단 진입했다"며 폭력행위 등 처벌에 관한 법률 위반과 업무방해죄를 적용해 벌금 700만원을 선고했다.[5] 5월 17일에 한총련 범민족통일대축전에 참가했다가 집시법위반과 건조물 침입죄로 1심에서 징역8월 집행유예1년이 선고된 노래패 '희망새에 대해 단장 조모씨(31세)에 대해 "당국의 허가를 받지 않은 집회라고 하더라도 공연의 목적으로 참석했고 구호를 외치거나 연설을 하는 등 집회,시위를 한 것이 아니다"는 이유로 원심을 깨고 집시법위반에 대해 무죄를 선고했다.[6] 10월 7일에 폭력배를 동원해 채무 해결사 노릇을 했던 홍수환에 대해 "평소 알고 지내던 사람 부탁으로 후배를 연결해준 점은 인정되지만 채권을 회수하기로 후배와 공모한 일은 그 뒤에 이뤄져 피고인이 개입됐다고 볼 수 없다"며 원심을 깨고 무죄를 선고했다.[7]

- 서울형사지방법원 형사6부 재판장으로 재직하던 1997년 1월 10일에 성적이 떨어진 학생을 막대기로 뗘 상해죄로 1심에서 벌금 100만원을 선고받은 체육교사에 대해 무죄를 선고했다.[8]
- 서울고등법원 특별8부 재판장으로 재직하던 2004년 10월 22일에 민주사회를 위한 변호사 모임이 '효순·미선양 사망 사건'과 관련해 미군 2명을 소환해 조사했던 의정부지방검찰청을 상대로 "관련 수사 기록을 공개하라"며 낸 소송의 항소심에서  "원고들이 청구한 정보 내역 가운데 피의자 신문 조서 등은 정보공개법상 비공개 대상 정보에 해당하지 않는다"고 하면서도 "장갑차 운전병과 관제병에 대한 미군측 군사재판 원고 사본 등은 원심대로 한미 관계 등을 감안해 공개되지 않는 것이 타당하다"며 원심대로 원고 일부 승소 판결했다.[9]10월 25일에 지난 2001년 대우자동차 정리해고 반대집회에서 폭력을 휘두른 혐의로 집행유예를 선고받고 다니던 회사에서 해고된 송모씨가  "단체협약에 정한 징계절차를 거치지 않은 채 해고한 것은 부당하다"며 중앙노동위원회를 상대로 낸 부당해고구제 재심판정 취소소송에서  "노조활동에는 집회참가도 포함되고 따라서 집시법에 의해 형사처벌을 받더라도 당연해고할 수는 없다”면서도 "집회 도중 자의적인 폭력행위는 조합활동의 일부라고 볼 수 없다"며 "집회에서 폭력을 행사한 것은 명백한 불법행위로 당연해고 사유에 해당한다”며 원심을 깨고 원고패소 판결했다.[10]

## 가족
- 형은 대구지방법원장을 지낸 송진훈이다.